# Gianluigi Savoldi
Gianluigi Savoldi, dit Titti (né le 9 juin 1949 à Gorlago en Lombardie et mort le 13 avril 2008 à Bergame dans la même région), est un joueur de football italien, qui jouait en tant que milieu de terrain.
Son frère aîné Giuseppe Savoldi, dit Beppe, était également footballeur.

## Biographie
Comme son frère, Gianluigi Savoldi franchit les paliers des équipes de jeunes de l’Atalanta Bergame, le grand club de sa province natale.
Après deux expériences en Serie C (Trevigliese et ASC Viareggio), il retourne dans son club formateur avant d'être acheté en 1970-71 par la Juventus. Il doit faire face à la concurrence à son poste avec Capello et Haller (mais joue bien son premier match en coupe le 30 septembre 1970 lors d'une victoire 3-1 contre Arezzo). Il joue néanmoins 13 matchs lors du scudetto remporté en 1971-72. En 1973-74, la Juventus le prête d'abord à Cesena puis au Lanerossi Vicence pour le reprendre en 1975-76 sans l'utiliser. L’année suivante, il est définitivement vendu à la Sampdoria où il reste trois saisons en tant que titulaire.
En 1979-80, il quitte le domaine du football de haut niveau pour rejoindre les clubs de catégorie inférieure de Giulianova Calcio puis de Livourne.
Après sa retraite, il entraîne les jeunes de l'Atalanta.
Il décède en 2008 à 58 ans des suites d'une longue maladie.

## Palmarès
Juventus FC
- Championnat d'Italie (1) : Champion 1971-72 ;
- Coupe des villes de foires : Finaliste 1970-71 ;
- Coupe d'Italie : Finaliste 1972-73.